# USS Sharkey (DD-281)
Za druga plovila z istim imenom glejte USS Sharkey.
USS Sharkey (DD-281) je bil rušilec razreda Clemson v sestavi Vojne mornarice Združenih držav Amerike.
Rušilec je bil poimenovan po pomorskem častniku Williamu J. Sharkeyju.